# Orbius Publius
Orbius Publius (Kr. e. 1. század) római jogász
Kora egyik kiváló jogásza volt, Kr. e. 65-ben praetorként Asiát kormányozta. Cicero nagy tisztelettel említi őt és munkáit műveiben. Könyvei töredékesen sem maradtak fenn.